# Sờ nắn
Sờ nắn là quá trình sử dụng tay của một người để kiểm tra cơ thể, đặc biệt là trong khi nhận biết / chẩn đoán bệnh.  Thường được thực hiện bởi một chuyên gia chăm sóc sức khỏe, sờ nắn là quá trình cảm nhận một vật thể trong hoặc trên cơ thể để xác định kích thước, hình dạng, độ cứng hoặc vị trí của nó (ví dụ, bác sĩ thú y có thể cảm nhận dạ dày của động vật mang thai để đảm bảo sức khỏe và sinh nở thành công).
Sờ nắn là một phần quan trọng của khám thể chất; cảm giác chạm cũng quan trọng trong kỳ thi này cũng như cảm giác của thị giác.  Các bác sĩ phát triển kỹ năng tuyệt vời trong việc sờ nắn các vấn đề bên dưới bề mặt cơ thể, có thể phát hiện ra những điều mà những người không được huấn luyện sẽ không làm được.  Nắm vững giải phẫu và thực hành nhiều là cần thiết để đạt được một kỹ năng cao.  Khái niệm có thể phát hiện hoặc nhận thấy các dấu hiệu xúc giác tinh tế và nhận ra ý nghĩa hoặc ý nghĩa của chúng được gọi là đánh giá cao chúng (giống như trong từ vựng nói chung, người ta có thể nói về việc đánh giá cao tầm quan trọng của một cái gì đó).  Tuy nhiên, một số thứ không thể sờ thấy, đó là lý do tại sao các xét nghiệm y tế bổ sung, chẳng hạn như hình ảnh y tế và xét nghiệm trong phòng thí nghiệm, thường là cần thiết đối với chẩn đoán y tế.  Tuy nhiên, nhiều vấn đề khác có thể sờ thấy.  Các ví dụ bao gồm mạch đập, trướng bụng, hồi hộp tim, fremitus và các thoát vị khác nhau, trật khớp, gãy xương và khối u, v.v...

## Công dụng
Sờ nắn được sử dụng bởi các bác sĩ, cũng như bác sĩ chỉnh hình, trị liệu xoa bóp, trị liệu vật lý, nắn xương và trị liệu nghề nghiệp, để đánh giá kết cấu mô của bệnh nhân (như sưng hoặc trương lực cơ), để xác định vị trí tọa độ không gian của các mốc đặc biệt về mặt giải phẫu (ví dụ:, để đánh giá phạm vi và chất lượng của chuyển động khớp) và đánh giá sự đau đớn thông qua biến dạng mô (ví dụ như gây đau bằng áp lực hoặc kéo dài).  Tóm lại, sờ nắn có thể được sử dụng để xác định vùng đau và đủ điều kiện cảm thấy đau của bệnh nhân hoặc để xác định tọa độ ba chiều của các mốc giải phẫu để định lượng một số khía cạnh của đối tượng sờ nắn.
Sờ nắn thường được sử dụng để kiểm tra ngực và bụng, nhưng cũng có thể được sử dụng để chẩn đoán phù.  Sờ nắn cũng là một phương pháp đơn giản để kiểm tra mạch đập.  Nó được sử dụng bởi các bác sĩ thú y để kiểm tra động vật để mang thai, và bởi các nữ hộ sinh để xác định vị trí của thai nhi.
Định lượng sờ thấy các mốc giải phẫu cho các phép đo phải xảy ra theo các giao thức nghiêm ngặt nếu muốn đạt được các phép đo có thể tái lập lại.  Các giao thức sờ nắn thường dựa trên các định nghĩa được mô tả tốt cho vị trí của các mốc, thường là vị trí xương. 